# Arbie Orenstein
Arbie Orenstein (* 1937 in New York) ist ein US-amerikanischer Musikwissenschaftler und Pianist, der vor allem für seine Veröffentlichungen zu Leben und Werk von Maurice Ravel bekannt ist.

## Leben und Werk
Orenstein wuchs in New York auf. Er ging auf die High School of Music and Art, studierte am Queens College und promovierte in Musikwissenschaften an der Columbia University. Als Professor lehrte er an der Aaron Copland School of Music des Queens College.
Im Jahr 1975 veröffentlichte Orenstein die Biografie Ravel. Man and Musician, die als ein wichtiger Beitrag zur Ravel-Forschung gilt. Zusätzlich edierte er A Ravel Reader, eine Sammlung von Ravels Briefen, sonstigen Schriften und Interviews, die 1989 auf Französisch und 1990 auf Englisch erschien. Während einer Forschungsreise in Frankreich entdeckte Orenstein mehrere unbekannte Werke Ravels und spielte sie als Pianist selbst bei ihrer ersten Aufnahme im Jahr 1977. Für seine Verdienste um das Werk Ravels wurde er 1998 zum Ritter des Ordre des Arts et des Lettres der französischen Republik ernannt.
Ein weiteres Interesse Orensteins gilt der jüdischen Musik, zu der er auch einen Kurs am Queens College lehrte. Unter anderem war er Mitbegründer des Jahrbuchs Musica Judaica, das von der American Society for Jewish Music herausgegeben wird.

## Veröffentlichungen
- Ravel. Man and Musician. Columbia University Press, New York 1975, ISBN 0-231-03902-6.
  - Maurice Ravel, Leben und Werk. Aus d. Engl. übers. von Dietrich Klose. Reclam, Stuttgart 1978, ISBN 3-15-010277-4.
- A Ravel Reader. Correspondence, Articles, Interviews. Columbia University Press, New York 1990, ISBN 0-231-04962-5 (als Herausgeber und Bearbeiter). Französischsprachige Ausgabe: Maurice Ravel. Lettres, écrits, entretiens. Flammarion, Paris 1989, ISBN 2-08-066103-5.